# William Accambray
William Accambray (født 8. april 1988 i Cannes, Frankrig) er en fransk håndboldspiller, der til dagligt spiller for klubben Saran Loiret Handball i sit hjemland. I 2017 skiftede til MVM Veszprém KC i Ungarn fra Paris Saint-Germain. Han har desuden spillet for RK Celje i Slovenien, HC Meshkov Brest i Hviderusland og Montpellier HB i Frankrig.

## Landshold
Accambray spiller desuden for Frankrigs landshold. Han blev europamester med holdet ved EM i 2010, og verdensmester ved VM i 2011, 2015 og 2017. Hans første landskamp blev spillet i 2009.

## Landsholdstitler
- EM i 2010
- EM i 2014
- VM i 2011
- VM i 2015
- VM i 2017